# Home (filme de 2008)
Home é um filme de drama suíço de 2008 dirigido e escrito por Ursula Meier. Foi selecionado como representante da Suíça à edição do Oscar 2009, organizada pela Academia de Artes e Ciências Cinematográficas.

## Elenco
- Isabelle Huppert - Marthe
- Olivier Gourmet - Michel
- Adélaïde Leroux - Judith
- Madeleine Budd - Marion
- Kacey Mottet Klein - Julien